# Diaphorocera
Diaphorocera is een geslacht van kevers uit de familie oliekevers (Meloidae).
Het geslacht is voor het eerst wetenschappelijk beschreven in 1863 door Heyden.

## Soorten
Het geslacht omvat de volgende soorten:
- Diaphorocera carinicollis Chobaut, 1921
- Diaphorocera chrysoprasis Fairmaire, 1863
- Diaphorocera hemprichi Heyden, 1863
- Diaphorocera johnsoni Kaszab, 1983
- Diaphorocera obscuritarsis Fairmaire, 1885
- Diaphorocera peyerimhoffi Kocher, 1954
- Diaphorocera promelaena Fairmaire, 1876
- Diaphorocera sicardi Bedel, 1917